# ماريكو أوكوبو
ماريكو أوكوبو (باليابانية: 大久保麻理子؛ بالكانا: おおくぼ まりこ) هي عارضة وتارينتو وممثلة يابانية، ولدت في 7 سبتمبر 1984 في فوكوكا في اليابان.

## وصلات خارجية
- ماريكو أوكوبو على موقع IMDb (الإنجليزية)
- ماريكو أوكوبو على موقع قاعدة بيانات الفيلم (الإنجليزية)